# Área micropolitana de Hilo
El área micropolitana de Hilo,  y oficialmente como Área Estadística Micropolitana de Hilo, HI µSA  por la Oficina de Administración y Presupuesto, es un Área Estadística Micropolitana centrada en la ciudad de Hilo, en el estado estadounidense de Hawái. El área micropolitana tenía una población en el Censo de 2010 de 185.079 habitantes, convirtiéndola en la 4.º área metropolitana más poblada de los Estados Unidos. El área micropolitana de Hilo comprende el condado de Hawái, siendo Hilo la ciudad más poblada.

## Composición del área micropolitana

### Principales localidades
| - Ainaloa - Captain Cook - Discovery Harbour - Eden Roc - Fern Acres - Fern Forest - Halaʻula - Hawaiian Acres - Hawaiian Beaches - Hawaiian Ocean View - Hawaiian Paradise Park - Hāwī | - Hilo - Hōlualoa - Honalo - Hōnaunau-Nāpoʻopoʻo - Honokaʻa - Honomū - Kahaluʻu-Keauhou - Kailua-Kona - Kalaoa - Kapaʻau - Keaʻau | - Kealakekua - Keokea - Kukuihaele - Kurtistown - Laupāhoehoe - Leilani Estates - Mountain View - Nāʻālehu - Nānāwale Estates - Orchidlands Estates - Paʻauilo | - Pāhala - Pāhoa - Pāpaʻikou - Pepeʻekeo - Paukaʻa - Puakō - Volcano - Waikoloa Village - Waimea - Wainaku |

### Áreas no incorporadas
- Āhualoa
- Hakalau
- Kawaihae
- Milolii
- Nīnole
- Ōʻōkala
- Paauhau
- Pāpaʻaloa
- Waiohinu